# 初恋的回忆
是一部2002年的美国愛情电影，由亞當·夏克曼執導，Karen Janszen編劇。改编自尼可拉斯·史派克的1999年同名小说《A Walk to Remember》。主演是夏恩·威斯特、曼蒂·摩兒、彼得·柯尤特和戴露·漢娜。

## 故事梗概
Landon Carter是鎮上的一個著名小混混，终日不學無術，與一群酒肉朋友渾噩度日。在一次捉弄新来的學生的時候，致使新生受傷，朋友們都由於巡警的出現而急速離開，只有Landon仍然照顧他，在他要離開時却因汽車出了事，而被巡警當場逮住。然而警方或者任何一方都没有要追究Landon Carter，不過學校却要他一方面做義工，并且演出春季話劇，以及打掃校園。
在他与母亲去做礼拜时，女主角Jamie Suvillian出场。Landon最初对她不理不睬，甚至有点讨厌，不过除了在学校，春季話剧練習處、义工处却都能碰见她。
而Landon有一次乘搭Jamie的便车时，Jamie说了一個關鍵字“42”令Landon开始感到兴趣。并追问她在說什么。Jamie回答：“I tell you then I have to kill you”（如果我告訴你，我就必須殺了你）。
后来Landon为了演好話剧，而希望Jamie帮他后，他又因为顾全面子而做出令Jamie感到失望的反應，使得他只可一人练习台词。
到正式演出时，Jamie脱下斗篷之際，令包括Landon在內的眾人都为之惊艳。Jamie也親自演唱了話剧中的歌曲《Only Hope》。歌曲完后，Landon情不自禁地吻了一下Jamie（剧情中并没有如此安排）。自此兩人的關係開始越走越近。
在Jamie的正面影响下，Landon远离了原来的糜烂生活，甚至与從前的朋友們翻脸。而父母均反对他们在一起，Landon母亲认为他只是玩玩，而Jamie父亲则认为Landon是朽木不可雕也而拒绝女儿和他交往。然而更深层的原因却在一次Jamie与Landon在夜间約會时被揭出：Jamie患上了白血病，并且只剩下半年的壽命。
Jamie希望他远离自己，避免受到伤害，但Landon却更加义无反顾地与她在一起。先前翻臉的朋友見到了Landon的癡情，也一一回來重修舊好，並協助Landon為Jamie完成心願。
Landon想為Jamie完成心願：制作一个更大的望远镜，Jamie看到時卻因开心激动而晕倒。望远镜制作完成后，在Jamie在家休养时，Landon向Jamie求婚，而Jamie也答应了。两人最后在Jamie父亲的祝福下成了婚，並共度了最幸福的，也是Jamie最後的一個夏天。
鏡頭最後帶到幾年過去後，已經離開小鎮前往大城市發展的Landon回到Jamie家，問候Jamie的父親。Landon表示他永遠都非常感謝能遇到Jamie，使得他的人生得以步上正軌。

## 演員
- 夏恩·威斯特 饰演 Landon Rollins Carter
- 曼蒂·摩兒 饰演 Jamie Elizabeth Sullivan-Carter
- 彼得·柯尤特 飾演 Hegbert Sullivan
- 戴露·漢娜 飾演 Cynthia Carter
- 勞倫·日爾曼 飾演 Bellinda
- 克雷恩·柯洛佛 飾演 Dean Thomas
- 艾爾·湯普森（英语：Al Thompson (actor)） 飾演 Eric
- 帕茲·德·拉·維爾塔 飾演 Tracy
- 大衛·李·史密斯（英语：David Lee Smith） 飾演 Dr. Carter
- Jonathan Parks Jordan 飾演 Walker
- 馬特·魯茨（英语：Matt Lutz） 飾演 Clay Gephardt